# Thecla trebonia
Thecla trebonia är en fjärilsart som beskrevs av William Chapman Hewitson 1870. Thecla trebonia ingår i släktet Thecla och familjen juvelvingar. Inga underarter finns listade i Catalogue of Life.